# Edward Turkington
Edward Laurence Turkington (San Francisco, 10 januari 1899 - Atherton, 3 augustus 1996) was een Amerikaans rugbyspeler. Turkington speelde als halfback.

## Carrière
Tijdens de Olympische Zomerspelen 1924 werd hij met de Amerikaanse ploeg olympisch kampioen.

## Erelijst

### Met Verenigde Staten
- Olympische Zomerspelen:  1924